# Farrodes reevesi
Farrodes reevesi is een haft uit de familie Leptophlebiidae. De wetenschappelijke naam van de soort is voor het eerst geldig gepubliceerd in 2001 door Randolph & McCafferty.
De soort komt voor in het Neotropisch gebied.